# Jacqueline Auriol
Jacqueline Auriol (Challans, 1917. november 5. – Vendée, 2000. február 11.) francia sportrepülőnő. Teljes neve Jacqueline Marie-Thérèse Suzanne Douet.

## Életpálya
Egy gazdag hajóépítő lánya. A Nantesi Egyetemen diplomázott, azután Párizsban művészetet tanult az École du Louvre-nál. 1938-ban összeházasodott Paul Auriollal, a későbbi francia elnök Vincent Auriol fia. 1946-ban kezdett repülni, 1948-ban kapta meg pilótaigazolványát. 1949-ben élő legenda lett, amikor egy számára súlyos repülőbalesetből felépülve újra repülni kezdett. Átképezte magát sugárhajtású vadászgépre, 1950-ben repülőengedélyt kapott. A sugárhajtású repülők első női berepülő pilótája.

## Sporteredmények
Az első nő, aki 1951. május 13-án a Marseille melletti Istres repülőterén egy Mistral vadászgéppel 100 kilométeres távon 818,181 kilométer/óra sebességet repülte. Repülési teljesítményével történelmi, új világrekord állított fel, az előző csúcseredmény 755,668 kilométer/óra sebesség volt. Az első nő, aki 800 kilométer/óra sebességnél gyorsabban repült. 1953-ban az amerikai Jacqueline Cochran átírta a sebességi rekordját. 1955-ben 1195 kilométer/óra sebességgel új világrekordot állított fel. 1959. augusztus 26-án 2000 kilométeres magasságban eléri 2150 kilométer/óra sebességet. Ő az első nő, aki – nem hivatalos adat – 2000 kilométer/óra sebességgel a hangnál gyorsabban repült. 1962-ben egy Mirage III vadászgéppel 1849 kilométer/óra sebességgel megint átvette az amerikai pilótanő sebességi rekordját.

## Írások
- 1970-ben életrajzi könyvet adtak ki: Szerelmem a repülés címmel.

## Szakmai sikerek
- 1951-ben, 1952-ben, 1955-ben és 1956-ban megkapta a  Harmon Trophies elismerést,
- kitüntették a Légion d'honneur címmel,
- 1992-ben a repülés terén elért eredményeiként Tiszteletbeli repülő lett
- 1997-ben az Ordre national du Mérite elismerés részese,
- 2003-ban Franciaországban egy 4 eurós bélyeget bocsátottak ki emlékére,